# Brookesia bonsi
Espèce
Statut de conservation UICN

 CR B1ab(iii) : 
En danger critique
Statut CITES
Brookesia bonsi est une espèce de sauriens de la famille des Chamaeleonidae.

## Répartition
Cette espèce est endémique de la région de Boeny à Madagascar. Elle a été découverte dans le parc national du Tsingy de Namoroka

## Description
Ce caméléon nain est de petite taille, diurne, et vit au sol ou sur les branches basses des forêts.

## Étymologie
Cette espèce est nommée en l'honneur de Jacques Bons.

## Publication originale
- Ramanantsoa, 1980 "1979" : Description de deux nouvelles espèces de Brookesia (Reptilia, Squamata, Chamaeleonidae): B. legendrei et B. bonsi. Bulletin du Muséum national d'Histoire naturel, Paris, vol. 4, n. 1, p. 685-693.